# Plesiothrips perplexus
Plesiothrips perplexus är en insektsart som först beskrevs av Beach 1896.  Plesiothrips perplexus ingår i släktet Plesiothrips och familjen smaltripsar. Inga underarter finns listade i Catalogue of Life.